# Łania (wieś)
Łania – wieś w Polsce położona w województwie kujawsko-pomorskim, w powiecie włocławskim, w gminie Chodecz.
W latach 1975–1998 miejscowość administracyjnie należała do województwa włocławskiego. Według Narodowego Spisu Powszechnego (III 2011 r.) liczył 103 mieszkańców. Jest dziewiętnastą co do wielkości miejscowością gminy Chodecz.
We wsi znajduje się dwór z końca XIX wieku, obecnym jego właścicielem jest Urząd Miasta i Gminy Chodecz.